# Императорский Санкт-Петербургский университет
Импера́торский Санкт-Петербу́ргский (с 1914 года Петрогра́дский) университе́т (ИСПУ, в 1821—1914 годах, ИПУ, 1914—1917 годах) — университет был учреждён в результате переименования и последующей реорганизации Главного педагогического института. Датой учреждения считается 8 (20) февраля 1819 года — дата, указанная на докладе министра духовных дел и народного просвещения князя А. Н. Голицына «Об учреждении Университета в Санкт-Петербурге», содержащим проект «Первоначальное образование Санкт-Петербургского Университета», составленный попечителем Санкт-Петербургского учебного округа, действительным статским советником Сергеем Семёновичем Уваровым.

## Императорский Санкт-Петербургский университет 1804-1835
14 (26) февраля 1819 года в здании Двенадцати коллегий состоялась торжественная церемония открытия университета в присутствии высших чиновников. Этот ритуал имел символическое значение, поскольку в этом здании уже более 15 лет действовал Главный педагогический институт, который со всеми своими профессорами, студентами, служителями, кабинетами и коллекциями фактически давал университетское образование, но только не имел соответствующего правового статуса.

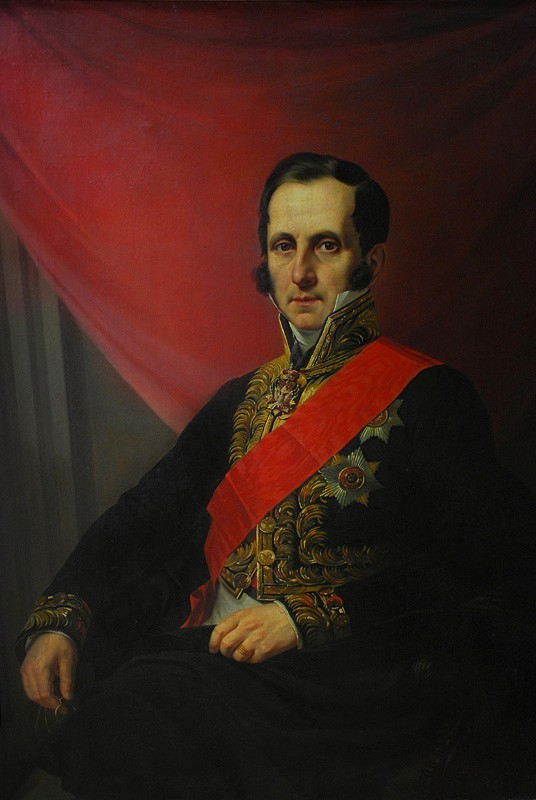
Президент Императорской академии наук граф С. С. Уваров. Художник Я. К. Каневский (1844)

Ещё в 1808 году были отправлены за границу 12 лучших студентов Главного педагогического института, которые должны были занять места профессоров и адъюнктов «в предполагаемом университете». В 1816 году Главный педагогический институт был преобразован, причем получил устройство и права, мало разнившиеся от университетских. Благодаря стараниям попечителя Санкт-Петербургского учебного округа С. С. Уварова институт был переименован в университет, ведению которого поручен Санкт-Петербургский учебный округ; доступ к лекциям был открыт и своекоштным студентам. Во главе университета стоял избираемый ежегодно профессорами из их среды ректор, но вместе с тем сохранена была существовавшая в институте должность директора, на которого возложен был ближайший надзор за всеми внутренними делами университета, исключая учёных, предоставленных конференции. Благородный пансион, существовавший при институте, был оставлен и при университете.
Лекции начались 5 (17) ноября 1819 года; слушателями их были 70 человек не окончивших ещё курса казеннокоштных воспитанников института, а не более 20 своекоштных слушателей. Некоторые кафедры не были укомплектованы вовсе, некоторые были заняты людьми с недостаточной научной подготовкой; тем не менее, преподавательский состав стоял на гораздо более высокой ступени, чем в таких провинциальных университетах, как Харьковский и Казанский. Из первых профессоров университета выдавались: М. А. Балугьянский — по кафедре энциклопедии политических и юридических наук и политической экономии (он же первый ректор университета), К. Ф. Герман и К. И. Арсеньев — статистики и географии, А. П. Куницын — общих прав, В. Г. Кукольник — положительных прав, А. И. Галич и П. Д. Лодий — философии, Э. Раупах — всеобщей истории, Е. Ф. Зябловский и Ф. Б. Грефе — географии, Л. И. Панснер — минералогии, В. К. Вишневский — астрономии, Г. П. Павский — богословия. Вскоре после открытия занятий конференция университета исходатайствовала для облегчения занятий казеннокоштных студентов разделение предметов на отделении математических наук на разряды физико-математический и естественно-испытательный, а на отделении словесных наук — на разряды исторический, филологический и восточной словесности. В 1821 г. Уваров отказался от должности попечителя, и на его место был назначен Д. П. Рунич; ректор Балугьянский был уволен от должности и заменен временно профессором Евдокимом Зябловским. Вслед за этим профессора А. И. Галич, К. Ф. Герман, Э. Раупах и К. И. Арсеньев были преданы университетскому суду по обвинению в распространении идей, противных духу христианства и разрушительных для общественного порядка и благосостояния. Осужденные на основании выписок из студенческих тетрадей, эти профессора, кроме Галича, были уволены; книгами Германа и Раупаха запрещено пользоваться при преподавании, а книги Галича и Арсеньева не только запрещены как руководства, но и совсем изъяты из употребления. Ещё раньше был уволен профессор Александр Куницын за книгу «Естественное право», которую Рунич находил явно противоречащей истинам христианства и стремящейся к ниспровержению всех связей семейственных и государственных. По ходатайству Рунича в 1821 году были введены в Санкт-Петербургском университете инструкции, составленные Магницким для Казанского университета и имевшие целью придать университету характер иезуитского коллегиума. Из вновь призванных профессоров выделялся лишь один Осип Иванович Сенковский (Барон Брамбеус). В 1823 году состоялся первый выпуск: из своекоштных студентов окончило курс 4, из казённых студентов — 22. В том же году университет был переведен из здания 12 коллегий на Кабинетскую улицу, в здание, занимаемое теперь синодальным подворьем. В 1824 году повелено было Санкт-Петербургскому университету руководствоваться уставом Московского университета; заведование учебными и экономическими делами университетского округа перешло к совету (бывшей конференции). В конце 1825 году ректором был избран профессор Дегуров, остававшийся в этой должности до введения устава 1835 года; должность инспектора также была выборная и была замещена в 1827 году профессором Н. П. Щегловым. Лишь после ухода Рунича, уволенного в 1826 году за растрату казённых денег, университет мог, однако, воспользоваться всеми принадлежавшими ему по уставу правами. При университете состояли: библиотека, имевшая в 1827 году 4217 названий в 10 815 томах, нумизматический, минералогический, ботанический, зоологический, физический кабинеты и химическую лабораторию. Некоторое оживление ученой деятельности университета началось в том же году, когда 6 воспитанников университета были посланы в Дерпт, Берлин или Париж для приготовления к профессорскому званию. Со вступлением в министерство народного просвещения Сергея Уварова (1832), сначала в качестве товарища министра, а затем и министра, развитие Санкт-Петербургского университета пошло быстрыми шагами. Вновь назначены были, А. А. Фишер — по кафедре философии, Е. В. Врангель — русского права, П. А. Плетнёв — русской словесности, А. В. Никитенко — русской словесности, Н. Г. Устрялов — русской истории, И. П. Шульгин — всеобщей истории, С. С. Куторга — зоологии, Н. В. Гоголь — истории древней и средневековой. Студентов в 1824—31 годах принято всего 244, окончило курс 115. С 1831 по 1836 год поступило студентов, как казённокоштных, так и своекоштных, всего 382 человека, окончило курс 198 человек. Всего с открытия университета до 1837 года окончило трёхгодичный курс 365 человека, в том числе 193 кандидатами и 172 со званием действительного студента. Платы своекоштные студенты не вносили никакой. Многие посещали лекции в качестве вольнослушающих.

## Императорский Санкт-Петербургский университет 1835-1914

### Университетский устав 1835 года
С 1830-х годов в университете появляются студенты из аристократических фамилий. Новый университетский устав 1835 года оживил научную и преподавательскую деятельность университета (первым ректором по новому уставу стал Иван Петрович Шульгин). Первым, кого Санкт-Петербургский университет возвёл в степень доктора прав, был, в 1834 году, юрист Константин Алексеевич Неволин. В 1837 году университет был вновь переведён в здание двенадцати коллегий. С 1839 года своекоштные студенты были обложены ежегодной платой в 100 рублей. В 1839 году на средства министерства финансов было образовано временное «реальное отделение», для подготовления преподавателей технических наук; это отделение существовало до 1843 года и затем в 1849—51 годах.
В 1839 году для приготовления чиновников, знающих валахо-молдавский язык, была открыта на средства министерства иностранных дел кафедра валахо-молдавского языка, просуществовавшая до 1858 года. Потребность в переводчиках привела к учреждению в 1845 году кафедр армянского, грузинского и татарского языков. Для приготовлявшихся к службе в Царстве Польском по судебному ведомству введено в 1841 году на юридическом факультете преподавание польского законоведения. В 1843 году был образован в составе юридического факультета особый разряд «комеральных наук», имевший целью «приготовление людей способных к службе хозяйственной или административной». Камеральный разряд существовал до 1860 года, когда был заменён разрядом «административным». Оживление академической жизни началось с возвращения молодых ученых, командированных за границу. Из профессоров пользовались известностью, кроме вышеупомянутых: Иоанн Леонтьевич Янышев и Василий Петрович Полисадов — богословия, Пётр Давыдович Калмыков и Владимир Алексеевич Милютин — энциклопедии законоведения и русского государственного права, Игнатий Иакинфович Ивановский — общенародного права и дипломатии, Константин Неволин и Константин Дмитриевич Кавелин — гражданского права, Яков Иванович Баршев — русских уголовных и полицейских законов, Владимир Данилович Спасович — уголовного права, Платон Фёдорович Рождественский — законов благочиния и благоустройства, Иван Яковлевич Горлов — политической экономии и статистики, Осип Иванович Сомов, Викто Яковлевич Буняковский, Пафнутий Львович Чебышёв — математики, Алексей Николаевич Савич — астрономии, Эмилий Христианович Ленц — физики, Иван Осипович Шиховский и Лев Семёнович Ценковский — ботаники, Михаил Семёнович Куторга и Михаил Матвеевич Стасюлевич — всеобщей истории, Николай Иванович Костомаров — русской истории, Фридрих В. Г. Фрейтаг и Николай Михайлович Благовещенский — римской словесности, Михаил Иванович Сухомлинов и Александр Николаевич Пыпин — русской словесности, Пётр Иванович Прейс и Измаил Иванович Срезневский — славянских литератур, Гавриил Спиридонович Дестунис — византийских древностей, Джафар Тончибашев и Александр Касимович Казем-Бек — персидского языка, Лазарь Захарович Будагов и Илья Николаевич Березин — турецко-татарского языка, Василий Павлович Васильев — китайского языка, Даниил Авраамович Хвольсон — еврейского языка. Ректором университета в то время был Пётр Александрович Плетнёв (1840—1861). Особым оживлением жизнь Санкт-Петербургского университета отличалась в конце 1850-х годов. Студентам были разрешены сходки для обсуждения своих дел; они имели отдельную библиотеку, читальный зал, кассу для помощи бедным товарищам, в пользу которой устраивались концерты и публичные лекции; издавался «Студентский сборник».

### Университетский устав 1863 года

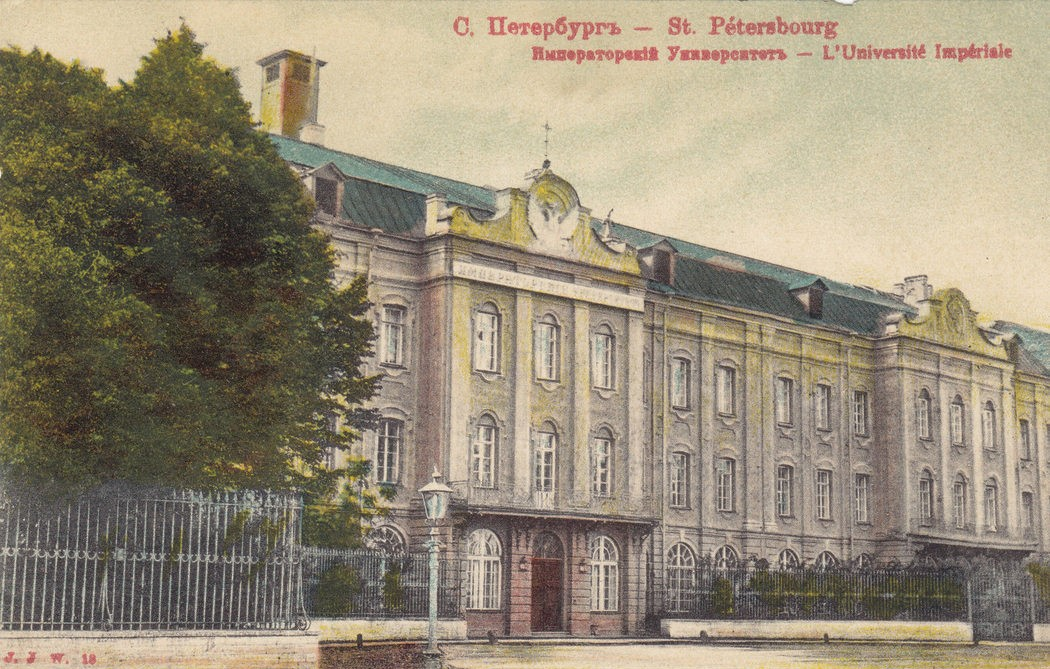
Императорский университет Санкт-Петербурга. 1907.

В 1861 году Александр II принял предложение графа Сергея Строганова о преобразованиях в университетах, которые вели к превращению их в учебные заведения для имущих и благонадежных. Осуществить это было поручено новому министру народного просвещения адмиралу Ефимию Васильевичу Путятину, издавшему 21 июля (2 августа) 1861, Циркуляр, запрещавший студенческие организации, сокращавший число освобождаемых от платы за обучение. За нарушение дисциплины полагалось наказание, вплоть до исключения из университета. Профессора и преподаватели должны были продемонстрировать свою благонадежность. Циркуляр содержал правила о точном посещении лекций с соблюдением необходимого порядка и тишины. Циркуляр вызвал недовольство в университетах, осенью 1861 года возникли студенческие волнения, состоялись манифестации и демонстрации, носившие часто политический характер. Против студентов бросили войска, пожарных, жандармов, начались аресты. Санкт-Петербургский университет открыли с месячным опозданием, но студенты не посещали лекции, рвали студенческие книжки с путятинскими правилами. Лекции были прекращены, а затем последовало высочайшее повеление Александра II от 20 декабря 1861 (1 января 1862) о временном закрытии университета впредь до пересмотра университетского устава 1835 года. Почти половина студентов Санкт-Петербургского университета была арестована и отчислена из университета: 5 человек, признанных наиболее виновными, были высланы в отдаленные губернии под надзор полиции; 32 человека исключено с разрешением держать выпускной экзамен на правах вольных слушателей. Молодые профессора — Михаил Стасюлевич, Константин Кавелин, Борич Утин, Александр Пыпин, Владимир Спасович, а затем и Николай Костомаров — не нашли возможным более оставаться в университете и вышли в отставку.
Была учреждена для заведования делами университета «временная комиссия» с правами и обязанностями совета и правления; для лиц, желавших держать окончательный экзамен, учрежден «испытательный комитет»; факультет восточных языков, как единственный в империи, вновь был открыт. В то же время некоторые профессора открыли для студентов чтение публичных лекций в залах городской думы и Петропавловского училища, но оно вскоре было прекращено. С осени 1862 года был открыт физико-математический факультет, а осенью 1863 года открылись все четыре факультета, уже на основании нового университетского устава 1863 года. Первым выборным ректором по уставу 1863 года стал профессор Эмилий Ленц.

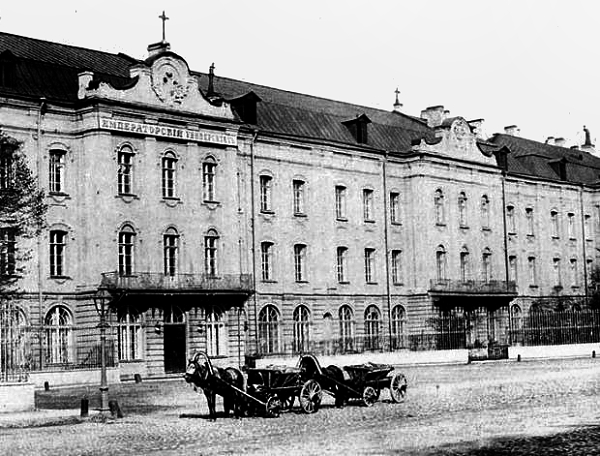
Здание университета. 1900 год.

При действии устава 1863 года университет видел на своих кафедрах С. В. Пахмана, А. П. Чебышева-Дмитриева, Н. С. Таганцева, А. Д. Градовского, В. И. Сергеевича, М. И. Горчакова, И. Я. Фойницкого, Э. Р. Вредена, Ф. Ф. Мартенса, Ю. Э. Янсона, Д. И. Менделеева, Ф. В. Овсянникова, А. В. Советова, Н. П. Вагнера, Ф. Ф. Петрушевского, А. А. Иностранцева, А. М. Бутлерова, Н. А. Меншуткина, В. В. Бауера, Ф. Ф. Соколова, В. Г. Васильевского, А. Н. Веселовского, К. Н. Бестужева-Рюмина, И. В. Помяловского, О. Ф. Миллера, В. И. Ламанского, К. Е. Люгебиля, В. П. Васильева, В. В. Григорьева, В. Р. Розена, Д. А. Хвольсона, Д. А. Пещурова, И. Н. Березина, К. А. Коссовича. Учебно-вспомогательные учреждения (кабинеты и лаборатории) при университете были поставлены на надлежащую высоту; образованы три ученых общества (химическое, естественно-испытательное и филологическое; см. далее). В конце 1867 года был организован при университете первый съезд естествоиспытателей. 

### Университетский устав 1884 года
В 1870-х и 1880-х годах почти периодически возникали студенческие волнения, принимавшие иногда довольно острый характер. После издания Устава 1884 ректорами по назначению от правительства были последовательно Иван Ефимович Андреевский, Михаил Иванович Владиславлев, Пётр Васильевич Никитин, Василий Иванович Сергеевич, Адольф Xристианович Гольмстен и Алекснадр Марекллович Жданов.
И при действии нового устава происходили студенческие волнения. В 1887 году было закрыто «студенческое научно-литературное общество» и решено принимать в Санкт-Петербургский университет только молодых людей, получивших аттестат зрелости в гимназиях Санкт-Петербургского округа, или тех, родители или родственники которых живут в Петербурге. Эта мера вскоре была отменена. Студенческие волнения 1899 года имели последствием оставление университета несколькими преподавателями. 
Численность преподавательского персонала Санкт-Петербургского университета к 1 января 1899 г. равнялась 221 (в 1869 году — всего 76); из них профессор богословия — 1, профессоров ординарных — 58, экстраординарных — 15, академик — 1, лекторов восточных языков — 3, лекторов новых языков — 3, приват-доцентов — 92, лаборантов, прозекторов и хранителей кабинетов — 44, преподавателей по найму — 4. Распределение приват-доцентов по факультетам: на историко-филологическом — 33, на физико-математическом — 37, на юридическом — 18, восточных языков — 7. При университете состоят 1 инспектор с 5-ю помощниками и 1 библиотекарь с 6-ю помощниками. В библиотеке состояло к 1 января 1899 году 127 842 названия книг, в 276 095 томах; выдано было в 1898 году для чтения всего 29 054 тома. Другие учебно-вспомогательные учреждения: лаборатории химическая и физиологическая, кабинеты физический, геологический и палеонтологический, ботанический (с садом), зоологический, минералогический, зоотомический, агрономический, анатомо-гистологический, географии и антропологии, физической географии, практической механики, статистический, юридический (1898), уголовного права (1894), фонетическая лаборатория (1898), астрономическая обсерватория и кабинет, музей древностей и изящных искусств, минц-кабинет, метеорологическая обсерватория, кабинеты физиологический и судебной медицины. Новое здание химической лаборатории было открыто в 1894 году; в 1896 году разрешена постройка здания для астрономической обсерватории (не состоялась), а в следующем году — постройка здания физического кабинета, который займет одно из первых мест в ряду подобных учреждений. При Санкт-Петербургском университете состоят общества: Императорское С. естествоиспытателей (1897), Русское физико-химическое (образовавшееся в 1878 году из соединения обществ физического и химического), историческое (1889), философское (1897), неофилологическое (1889), юридическое (1877) и при нём русская группа Международного союза криминалистов, антропологическое (1887), математическое и филологическое (1869). При университете есть также «музыкальный комитет»; из студентов образованы два оркестра, духовой и струнный, и хор. В 1882 году С. С. Поляковым при Санкт-Петербургском университете была учреждена коллегия императора Александра II для жительства студентов: в 1898 г. жило в коллегии в первом полугодии 120 чел. (24 императорских стипендиата и 96 своекоштных), во втором полугодии — 123 (24 императорских стипендиата и 99 своекоштных).

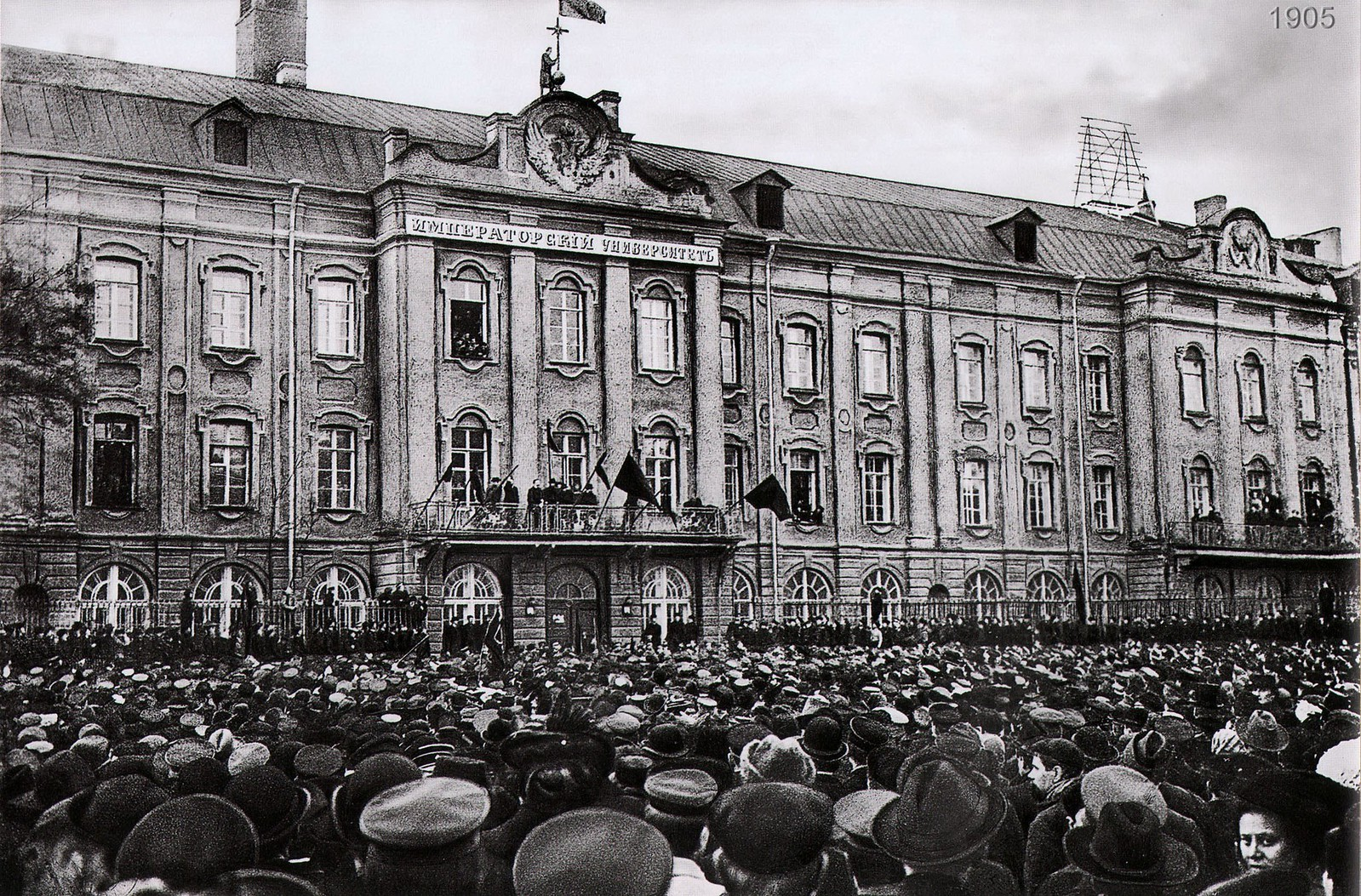
Митинг у Императорского университета. 1905 год.

В 1905 году под влиянием революционных событий власть пошла на расширение автономии университетов, вернув профессорским советам право избирать ректора и деканов. Первым избранным ректором Петербургского университета после возобновления ректорских выборов стал Иван Иванович Боргман, который в 1910 году, в знак протеста против нарушения полицией прав студентов оставил эту должность. Его сменили юрист Давид Давидович Гримм, а после «кризиса Кассо» в 1911 году, историк Эрвин Давидович Гримм, которому суждено было стать последним дореволюционным ректором университета.
Число студентов в Санкт-Петербургском университете:
| Год                         | 1848   | 1849 | 1860 | 1869 | 1887 | 1893 | 1899 |
| --------------------------- | ------ | ---- | ---- | ---- | ---- | ---- | ---- |
| Количество студентов        | до 700 | 300  | 1274 | 944  | 2525 | 2306 | 3788 |
| Количество вольнослушателей |        |      | 168  | 126  | 102  | 150  | 79   |

Распределение студентов по факультетам к 1 января 1899 г. было следующее: на факультете историко-филологическом — 178 (4,70 %), на физико-математическом — на разряде естественном 765 (20,20 %), математическом — 471 (11,93 %), а всего на физико-математическом — 1236; на юридическом факультете — 2192 (57,87 %), на факультете восточных языков — 182 (4,80 %).

## Императорский Петроградский университет 1914-1917
С 18 (31) августа 1914 года Императорский Санкт-Петербургский университет,  по высочайшему указу императора Николая II, был переименован в Императорский Петроградский университет в связи с переименованием города после начала войны с Германией. Война сразу же отразилась на жизни университета: многие преподаватели и студенты были мобилизованы или ушли добровольцами на фронт, возник серьёзный преподавательский кадровый кризис. Учебный процесс стал испытывать перебои, заметно уменьшилось число студентов, исследования и преподавание частично переориентировались на военные нужды — особенно в области химии и техники. Материальное, из-за финансового кризиса, положение университета ухудшилось, в Петрограде ощущался дефицит продовольствия, топлива и учебных материалов.
В то же время атмосфера в университете становилась всё более напряжённой: среди студентов распространялись антивоенные и революционные настроения, происходили митинги, забастовки и стихийные выступления. Университет постепенно становился центром общественно-политической жизни — сначала на волне патриотического подъёма начала войны, затем всё больше под влиянием разочарования и усталости от затяжного военного конфликта. К 1917 году кризис усилился: преподаватели и студенты всё активнее участвовали в работе новых самоуправляющихся студенческих и научных организаций.
В 1916 году профессорско-преподавательский состав университета состоял из 379 человек (81 профессор, 200 приват-доцентов, 81 ассистент); студентов числилось 6394 человека, из них: на юридическом факультете — 3500, на физико-математическом — 2177 (на естественном разряде — 1200, на математическом — 977), на историко-филологическом — 605, на восточном — 112.
После Февральской революции в 1917 году университет лишился статуса «императорского», став просто Петроградским университетом.

## Факультеты Императорского Санкт-Петербургского университета
По уставу 1804 года, к 1819 году, когда был основан Санкт-Петербургский университет факультетская структура университета была перенесена из Педагогического института, с небольшими изменениями. В университете должны были учредить четыре факультета, именовавшиеся «отделениями», но учреждение врачебного отделения в ИСПУ так и не появилось, из-за сосредоточения медицинского образования и кадров в Медико-хирургической академии, а также отсутствия необходимой инфраструктуры. Поэтому к 1819 году было 3 отделения:
- отделение нравственных и политических наук.
- отделение физических и математических наук.
- отделение словесных наук

Университету было предоставлено право учреждать новые кафедры.
Уставом 1835 университет начал делиться на два факультета: философский и юридический. В рамках философского факультета было образовано два отделения: физико-математическое и историко-филологическое, после 1850 года они стали самостоятельными факультетами. В 1851 году из Казанского университета был добавлен Восточный разряд, который стал отделением восточной словесности, в рамках историко-филологического факультета. В 1854 году был образован особый факультет восточных языков, став уникальным учебным направлением для Санкт-Петербургского университета.

## Церковь Санкт-Петербургского университета
Основная статья: Домовая церковь Петра и Павла при Санкт-Петербургском Университете

## Типография Императорского Санкт-Петербургского университета
В Императорском Санкт-Петербургском университете не существовало отдельной университетской газеты с фиксированным названием в качестве регулярного ежедневного или еженедельного издания, но при университете выпускались различные официальные и факультетские периодические печатные издания.
К числу наиболее известных газет и журналов, выпускаемых или распространяемых университетом, относились «Известия Императорского Санкт-Петербургского университета» — официальный печатный орган университета, публиковавший распоряжения, новости, отчёты об университетской жизни и научных событиях, издавался с середины XIX века и наиболее активно — с 1860-х годов вплоть до революционных событий 1917 года. «Записки Историко-филологического факультета Санкт-Петербургского университета» — научный и внутривузовский журнал, выходил с 1876 по 1917 годы.
На ряде факультетов и кафедр выходили собственные ведомственные газеты и журналы, такие как: «Известия физико-математического факультета», «Известия юридического факультета», «Известия и отчёты по факультетам иностранных языков» — все они выпускались с последней четверти XIX века до 1917 года с разной периодичностью. Некоторыми профессорами и студентами в разные годы инициировались студенческие листки, альманахи, газеты временного или неофициального характера, в названиях которых обычно фигурировал термин «университетская жизнь», однако регулярного издания с постоянным названием в формате общедоступной газеты у ИСПУ не было.
Научные журналы, ведомственные сборники, отчёты о торжественных актах и юбилеях университета, а также факультетские издания — всё это составляло основной круг университетской периодической печати в 1860–1917 годах.

## Общежитие Императорского Санкт-Петербургского университета
В XIX веке студенты селились в частных пансионах и у знакомых. В здании Двенадцати коллегий для казённокоштных студентов выделялись отдельные комнаты для проживания.
В 1880-1882 гг. архитекторы Р. А. Гедике и Л. Н. Бенуа построили дом по Глуховскому переулку, - четырехэтажное общежитие, которое вскоре стало именоваться "Коллегией в память императора Александра II".  Общежитие было рассчитанное на 150 мест. В проекте фасада использованы элементы оформления здания Двенадцати коллегий. Среди студентов этого общежития - ряд известных учёных: арабист, акад. Игнатий Крачковский, востоковед (синолог), Василий Алексеев, Александр Керенский, будущий глава Временного правительства России, а также в общежитии жил и брат Екатерины Десницкой, жены принца Сиама Чакрабона Пуваната.

## Мундиры Императорского Санкт-Петербургского университета

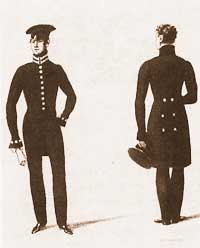
Мундир и сюртук студентов Санкт-Петербургского Императорского университета 1834

В XIX веке преподаватели Императорского Санкт-Петербургского университета носили форменные мундиры, подчеркивающие их принадлежность к государственной службе. Парадные мундиры профессоров и руководства украшались серебряными вышивками и знаками отличия на воротнике, обшлагах рукавов и клапанах карманов. Основной цвет оставался тёмно-синим или тёмно-зелёным со временем, пуговицы имели государственный герб. Эта форменная одежда объединяла профессорскую корпорацию, выделяя ее среди других служащих и горожан, и оставалась почти без изменений с 1830-х годов.

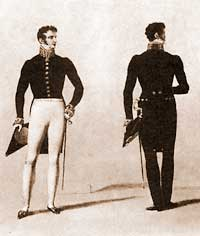
Мундир профессорско-преподавательского состава Петербургского университета 1834

Студенты Петербургского университета также были обязаны носить мундиры: темно-зелёного или синего цвета с малиновыми околышами на фуражках и красными петлицами; до 1831 года преобладал синий цвет, затем — тёмно-зелёный. Мундир приравнивал студента к низшим чинам императорской службы, что давало юридические привилегии. После студенческих волнений 1860-х годов обязательность ношения мундира частично отменили, но форменная одежда оставалась важной частью университетской среды вплоть до 1917 года.

## Профессора

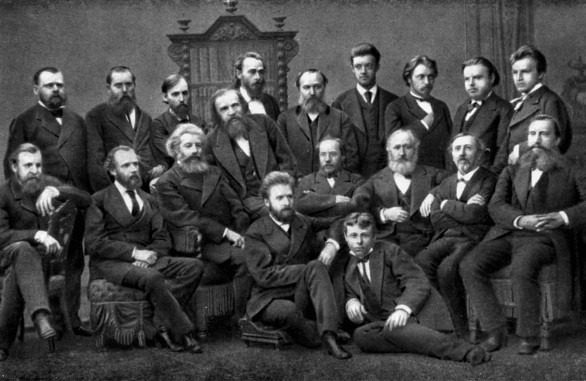
Профессора Санкт-Петербургского университета.

Основная статья: Категория:Профессора Императорского Санкт-Петербургского университета

## Кураторы Императорского Санкт-Петербургского университета
Кураторы ИСПУ:
- Д. П. Рунич (1821–1826)
- К. М. Бороздин (1826–1833)
- князь М. А. Дондуков-Корсаков (1833–1842)
- князь Г. П. Волконский (1842–1845)
- М. Н. Мусин-Пушкин (1845–1856)
- князь Г. А. Щербатов (1856–1858)
- И. Д. Делянов (1858–1861)
- Г. И. Филипсон (1861–1862)
- князь П. И. Ливен (1866–1876)
- князь М. С. Волконский (1876–1880)
- Ф. М. Дмитриев (1881–1884)
- И. П. Новиков (1885–1890)
- М. Н. Капустин (1891–1899)
- Н. Я. Сонин (1899–1901)
- В. К. фон Анреп (1901–1902)
- Х. С. Головин (1902–1904)
- П. П. Извольский (1904–1906)
- граф А. А. Бобринский (1906–1907)
- граф А. А. Мусин-Пушкин (1907–1913)
- С. М. Прутченко (1913–1914)
- Н. К. Кульчицкий (1914–1916)
- А. А. Воронов (1917)

## Ректоры Императорского Санкт-Петербургского университета
- 1819—1821 М. А. Балугьянский
- 1821—1825 и. д. Е. Ф. Зябловский
- 1825—1836 А. А. Дегуров
- 1836—1840 И. П. Шульгин
- 1840—1861 П. А. Плетнёв
- 1861 и. о. И. И. Срезневский
- 1861—1863 и. о. А. А. Воскресенский
- 1863—1865 Э. Х. Ленц
- 1865—1867 А. А. Воскресенский
- 1867—1873 К. Ф. Кесслер
- 1873—1876 П. Г. Редкин
- 1876—1883 А. Н. Бекетов
- 1883—1887 И. Е. Андреевский
- 1887—1890 М. И. Владиславлев
- апрель—декабрь 1890 и. о. И. В. Помяловский
- 1890—1897 П. В. Никитин
- 1897—1899 В. И. Сергеевич
- 1899—1903 А. Х. Гольмстен
- 1903—1905 А. М. Жданов
- 1905—1910 И. И. Боргман
- 1910—1911 Д. Д. Гримм
- 1911—1918 Э. Д. Гримм

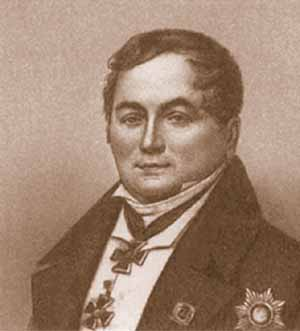
Михаил Андреевич Балугьянский
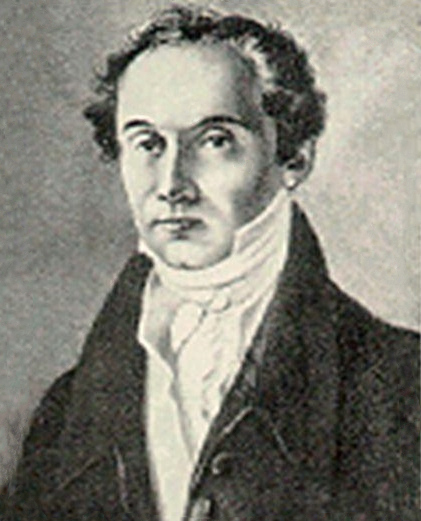
Иван Петрович Шульгин
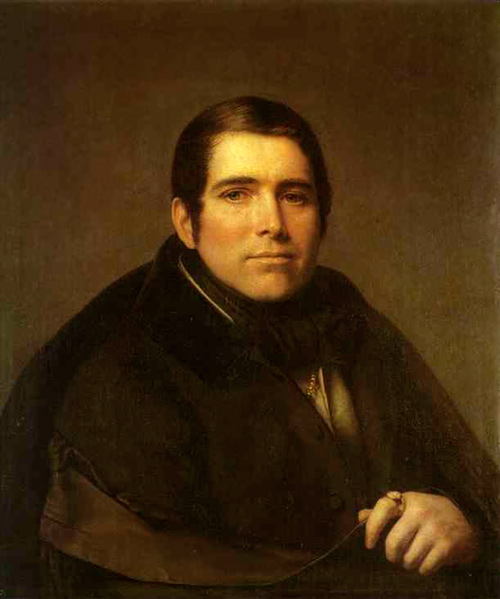
Пётр Александрович Плетнёв
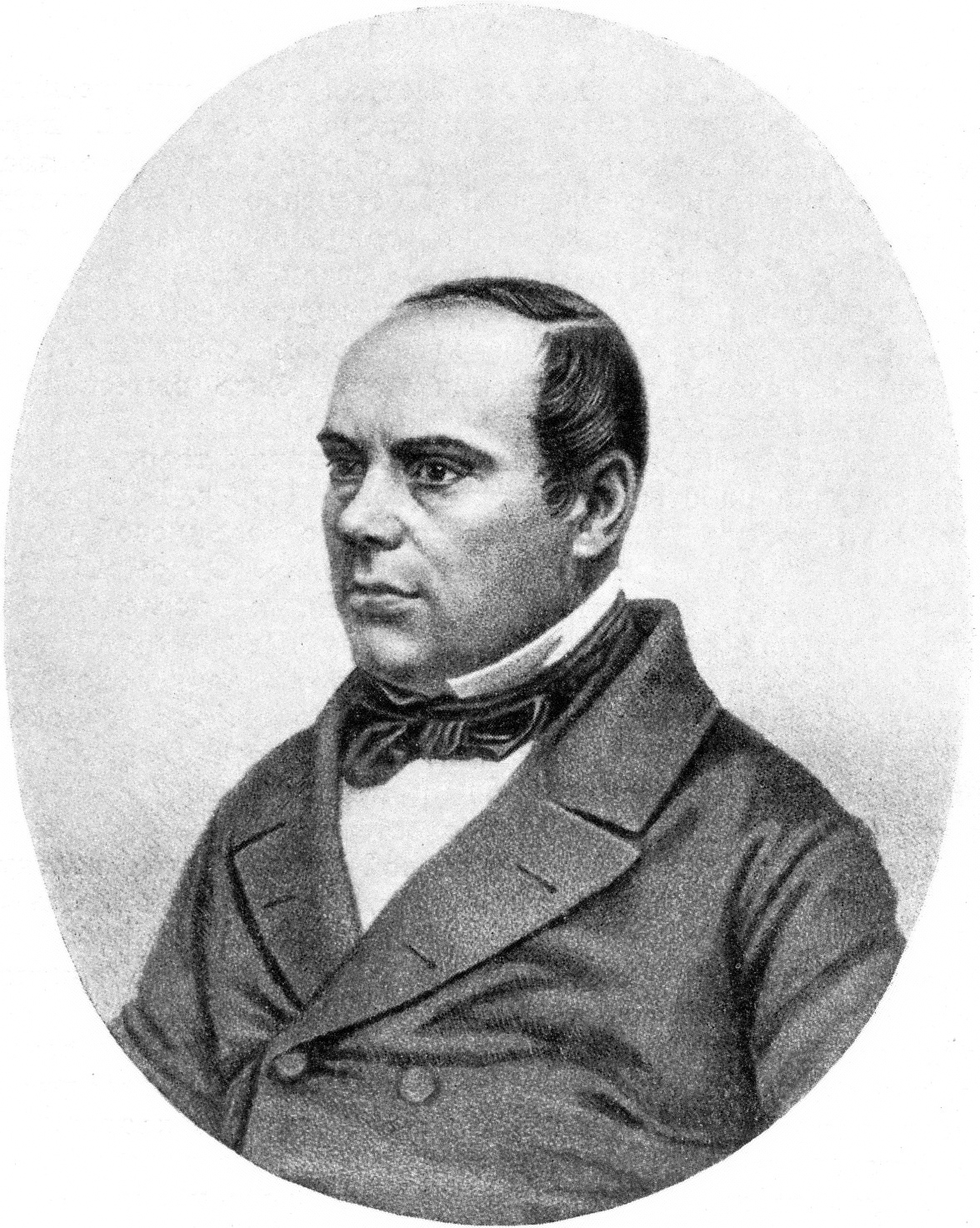
Александр Абрамович Воскресенский
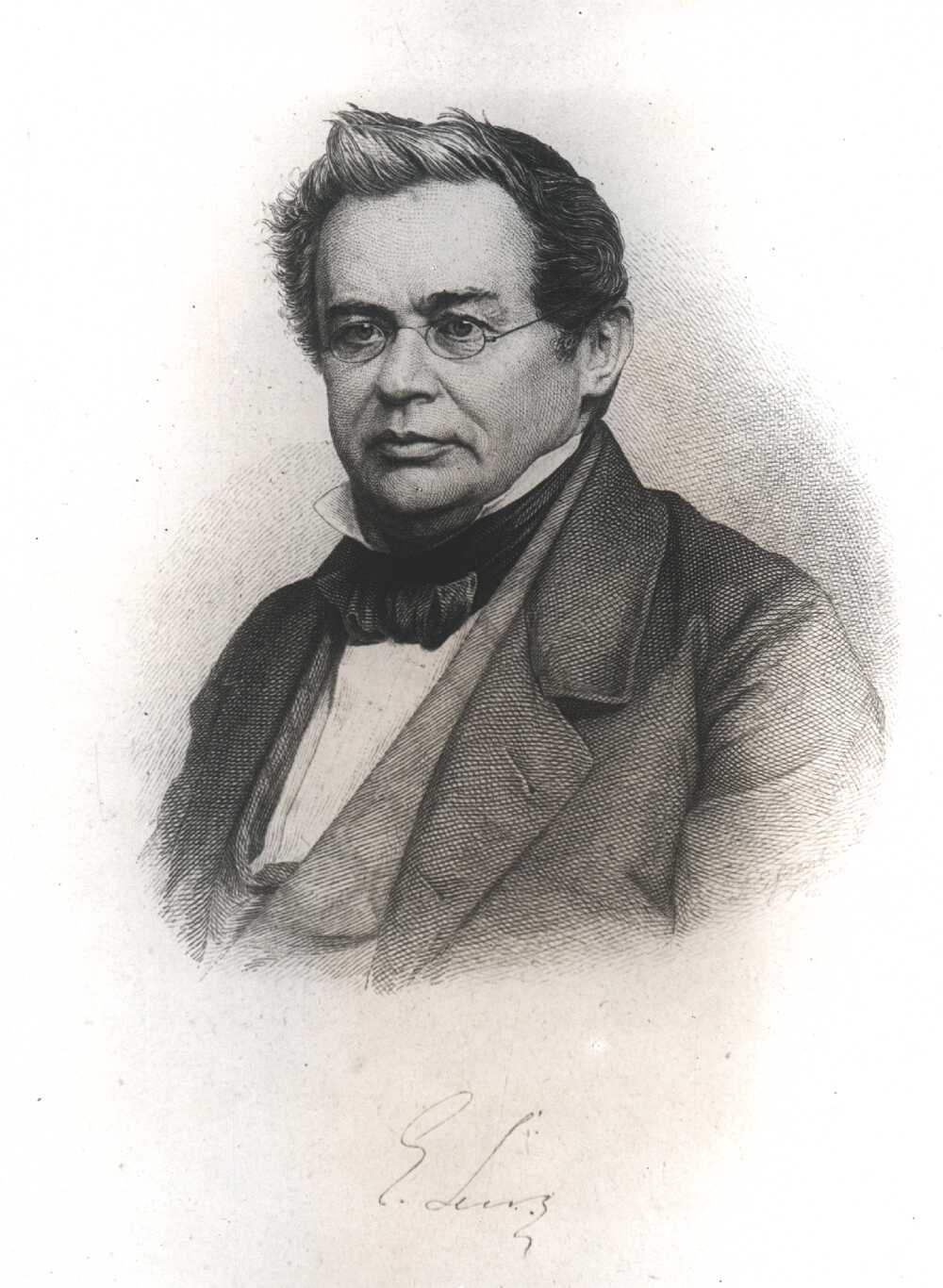
Эмилий Христианович Ленц
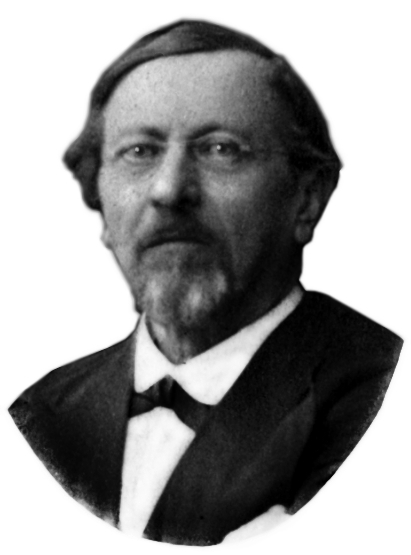
Карл Фёдорович Кесслер
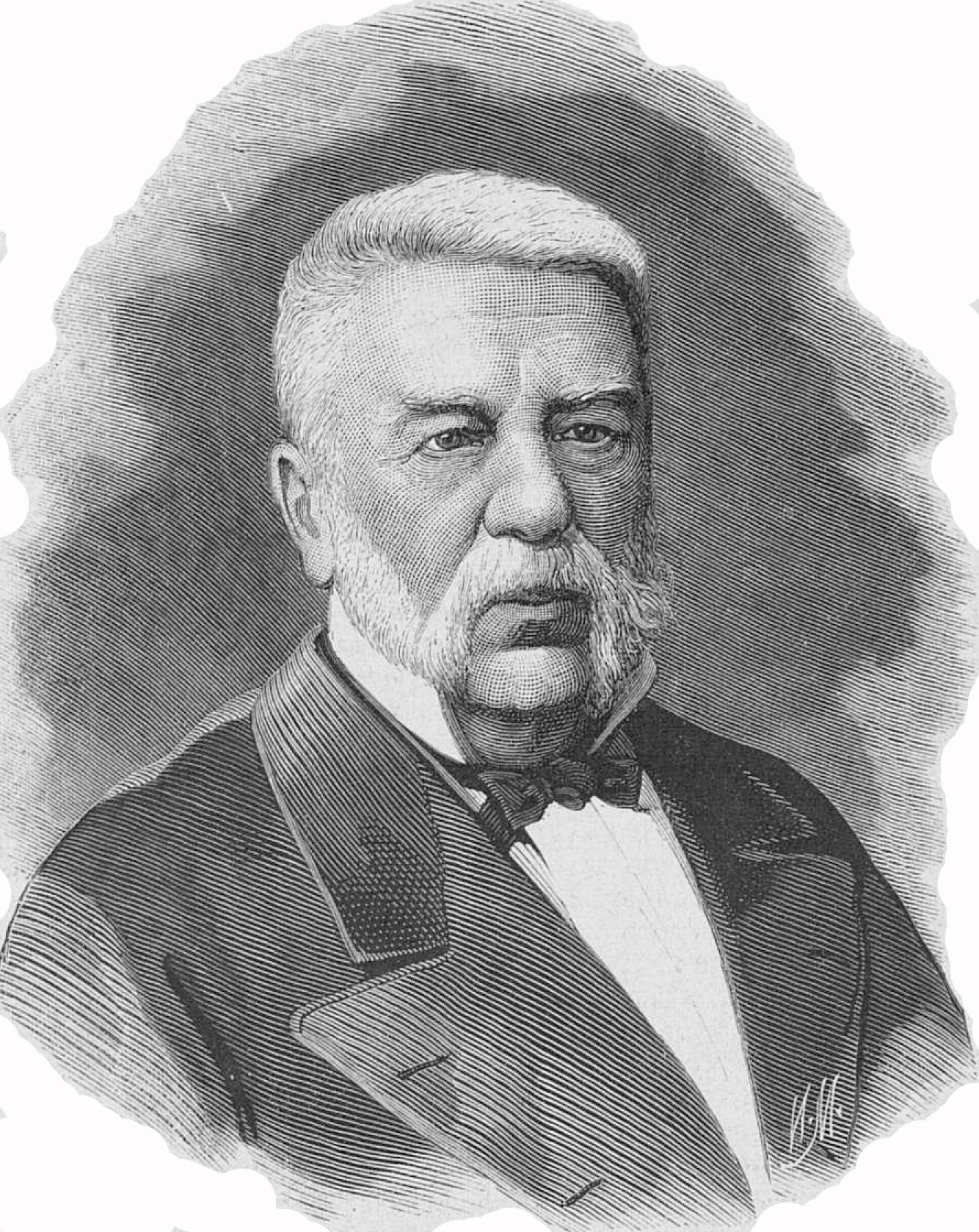
Пётр Григорьевич Редкин
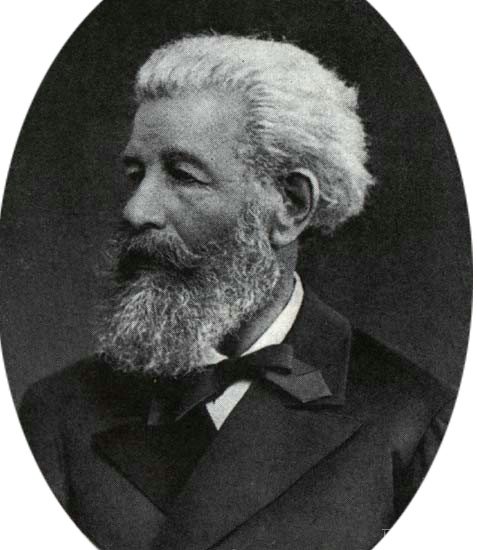
Андрей Николаевич Бекетов
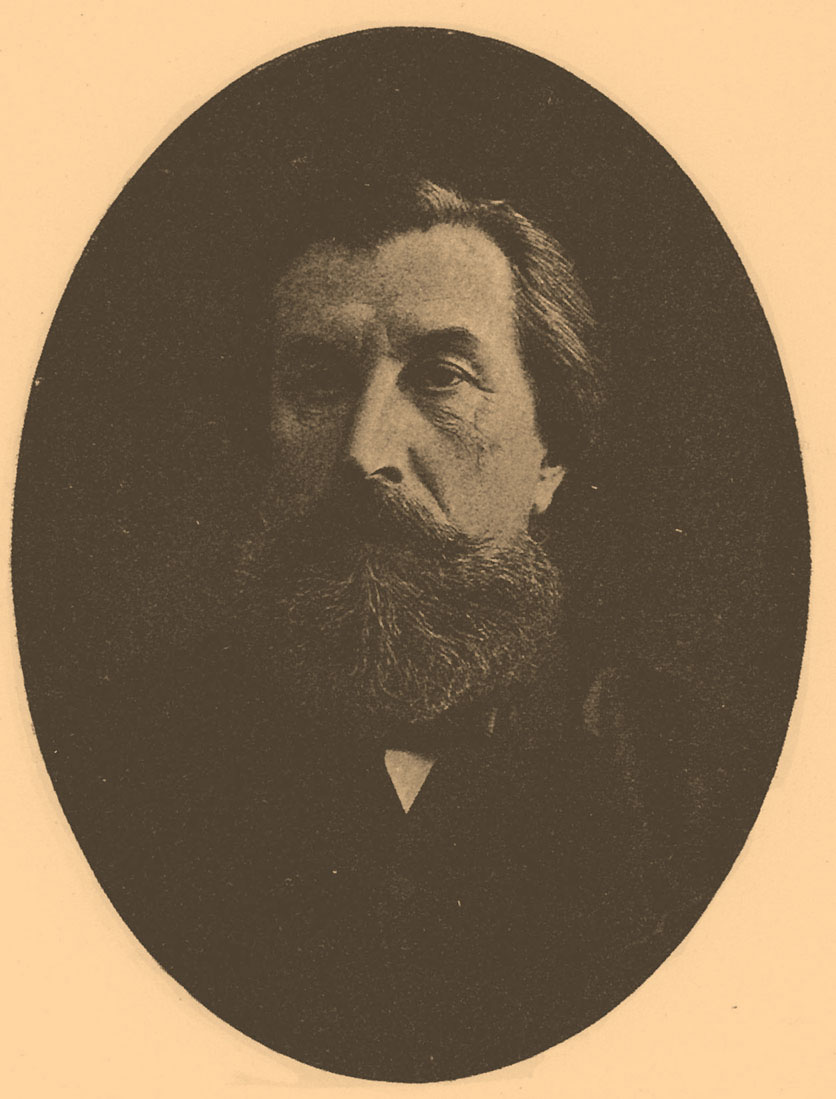
Иван Ефимович Андреевский
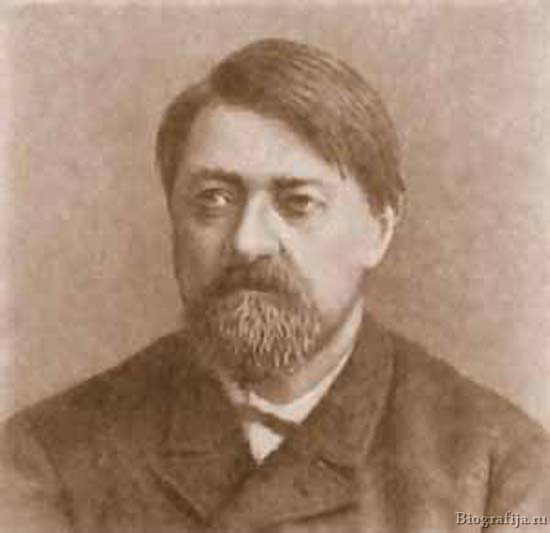
Михаил Иванович Владиславлев
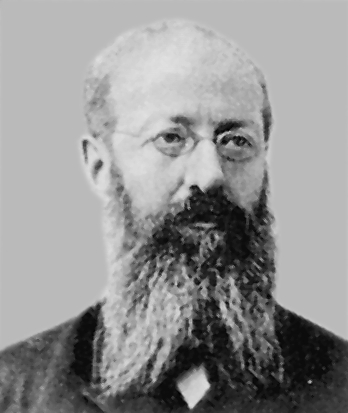
Иван Васильевич Помяловский
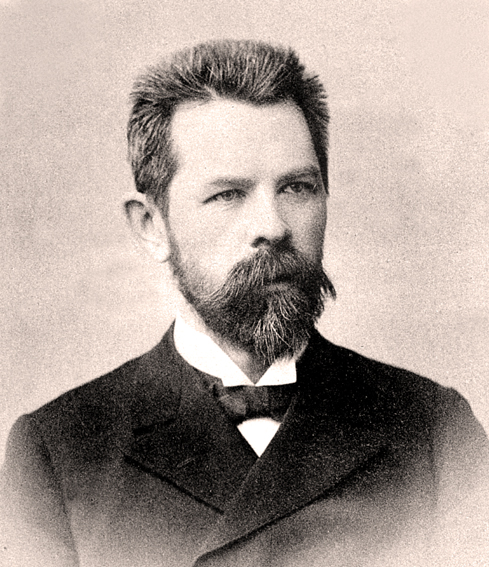
Пётр Васильевич Никитин
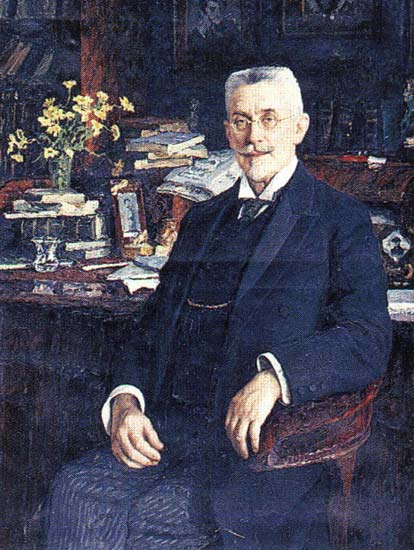
Василий Иванович Сергеевич
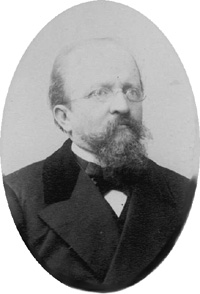
Адольф Христианович Гольмстен
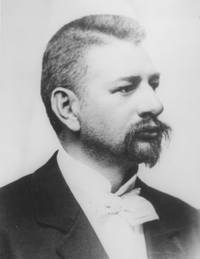
Александр Маркеллович Жданов
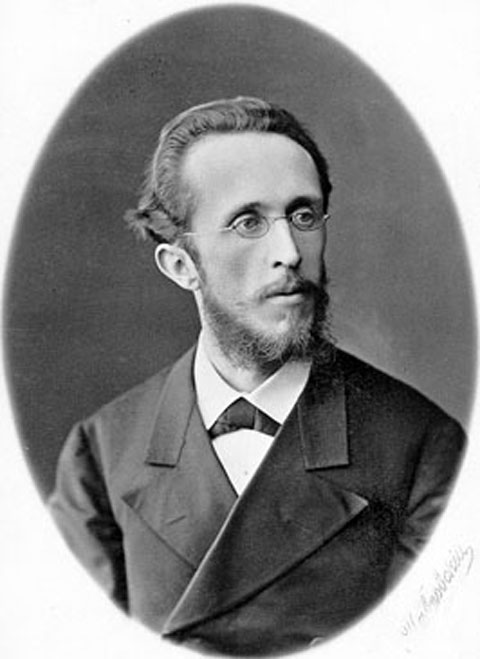
Иван Иванович Боргман
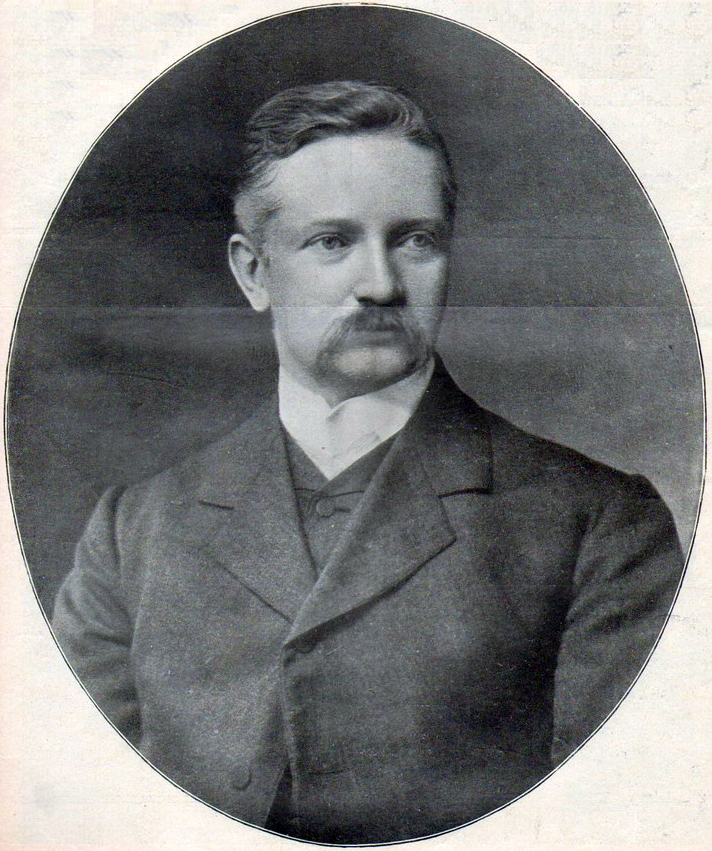
Давид Давидович Гримм
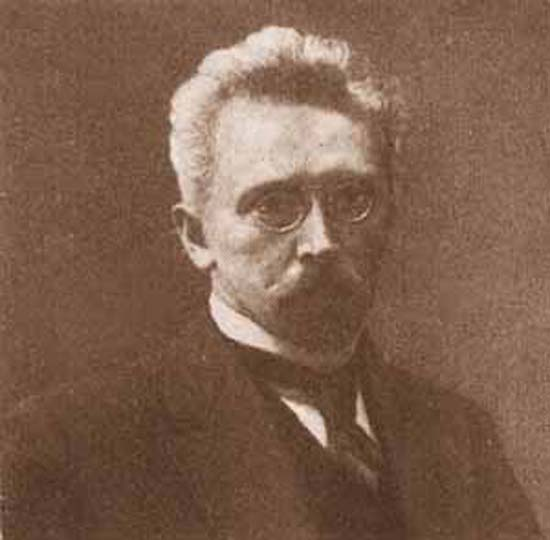
Эрвин Давидович Гримм

## Почётные члены Императорского Санкт-Петербургского университета
Почётный член университета — почётное звание, присваиваемое в знак признания особых заслуг в области науки и просвещения, было введено Уставом 1804 года. Университет получил право удостаивать этим званием людей, «прославившихся учением и дарованиями, как из природных россиян, так и из иностранцев».
См. также категорию: Почётные члены Санкт-Петербургского университета

## Университетские общества
После разрешения российским университетам создавать учёные (научные) общества, при ИСПУ были образованы:
- Общество естествоиспытателей
- Русское физико-химическое общество
- Историческое общество
- Философское общество
- Неофилологическое общество
- Юридическое общество
- Русская группа Международного союза криминалистов
- Антропологическое общество
- Математическое общество
- Филологическое общество
- Музыкальный комитет
- Студенческое научно-литературное общество
- Общество взаимопомощи студентов